# Maison de Noyers
La Maison de Noyers est une famille féodale du Moyen Âge, originaire de la ville de Noyers, dans le duché de Bourgogne.

## Origines
L'origine de la Maison de Noyers est inconnue. Une légende raconte que son premier membre serait arrivé en France avec la reine Clotilde et qu'il aurait été celui qui convertit Clovis au christianisme, mais cette histoire est sans fondement.
Plusieurs hypothèses sont envisageables pour cette famille. Elle a peut-être été installée par les ducs de Bourgogne, à moins qu'elle soit issue des comtes de Tonnerre. Mais une donation de ces terres par un souverain quelconque ou une usurpation de ces territoires est également possible.
Le premier seigneur connu, Miles Ier de Noyers, apparait dans une charte de 1039 en faveur de l'abbaye Saint-Michel de Tonnerre,.

## Généalogie

### Branche aînée
- Miles Ier de Noyers († après 1078). Premier seigneur de Noyers connu. Il apparait comme témoin dans une donation du comte de Bar-sur-Seine et de Tonnerre Miles Ier à l'abbaye Saint-Michel de Tonnerre en date du 16 juillet 1039. Il apparait dans une autre charte de 1078 en faveur de l'abbaye de Molesme, mais il y a peut-être confusion avec son fils Miles II. Le nom de son épouse est inconnu, mais il a probablement au moins deux enfants :
  - Miles II de Noyers, qui suit ;
  - Raynard de Noyers, seigneur de Sennevoy et Gigny puis qui devient moine tandis que son épouse dévient moniale, après avoir ensemble une postérité.
- Miles II de Noyers († après 1104), qui succède à son père comme seigneur de Noyers. Il épouse une femme prénommée Anne mais dont la famille d'origine est inconnue, avec qui il a au moins trois enfants : 
  - Miles III de Noyers, qui suit ;
  - Guy de Noyers, seigneur de Joux. Il donne une propriété à deux ermites qui fonderont par la suite l'abbaye de Reigny. Le prénom de son épouse est Tesceline, mais sa famille d'origine est inconnue ;
  - Mathilde de Noyers, qui épouse Milon II de Bar-sur-Seine, comte de Bar-sur-Seine, fils du comte de Brienne Gautier Ier et de son épouse Eustachie de Tonnerre, d'où postérité.
- Miles III de Noyers († avant 1131), qui succède à son père comme seigneur de Noyers. Il épouse Agnès de Sens[Note 1], avec qui il a plusieurs enfants :
  - Miles de Noyers, qui serait mort jeune[EP 3] ;
  - Miles IV de Noyers, qui suit ;
  - Guy de Noyers, qui devient archevêque de Sens de 1176 jusqu'à sa mort en 1193 ;
  - Hugues de Noyers, cité dans une charte de 1173 ;
  - Agnès de Noyers, qui épouse Hugues d’Argenteuil, d'où postérité :
  - Élisabeth de Noyers, citée comme fille de Miles de Noyers et d'Agnès dans un acte de 1181, ce qui pose un problème de date ;
  - Philippa de Noyers, citée comme fille de Miles de Noyers et d'Agnès dans un acte de 1181, ce qui pose un problème de date.
- Miles IV de Noyers († vers 1181), qui succède à son père comme seigneur de Noyers. Il participe à la deuxième croisade. Il épouse Odeline de Chappes, dame de Lagesse et de Vanlay, fille de Clarembaud III de Chappes, seigneur de Chappes, et de son épouse Mathilde, avec qui il a sept enfants :
  - Miles V de Noyers, qui suit ;
  - Clarembaud de Noyers, qui suit plus loin ;
  - Hugues de Noyers, qui devient évêque d'Auxerre de 1183 jusqu'à sa mort en 1206 ;
  - Guy de Noyers, qui devient seigneur de Lagesse puis chevalier Templier[3] ;
  - Gilette de Noyers, qui épouse Étienne de Mont-Saint-Jean, seigneur de Mont-Saint-Jean, fils d'Hugues de Mont-Saint-Jean et de son épouse Élisabeth de Vergy, mais n'a pas de postérité ;
  - Agnès de Noyers, qui épouse Guillaume de Saint-Florentin, vicomte de Saint-Florentin, fils de Rahier de Saint-Florentin et de sa seconde épouse Ada, dont elle a plusieurs enfants ;
  - Ode de Noyers, qui épouse Renaud II de Pougy, seigneur de Pougy, fils d'Eudes de Pougy et de son épouse Élisabeth de Joigny, dont elle a plusieurs enfants.
- Miles V de Noyers († avant 1186), qui succède à son père comme seigneur de Noyers. Il meurt peu après son père sans union ni postérité et est remplacé par son frère puîné Clarembaud de Noyers.
- Clarembaud de Noyers († vers 1196), qui succède à son frère comme seigneur de Noyers. Il participe à la troisième croisade. Il épouse Ada de Montmirail[Note 2], fille d'André de Montmirail, seigneur de Montmirail et de La Ferté-Gaucher, et d'Hildiarde d’Oisy, vicomtesse de Meaux, dont il a au moins quatre enfants :
  - Adeline de Noyers, qui épouse Guillaume de Courtenay, seigneur de Tanley, fils de Pierre de France (sixième fils du roi des Francs Louis VI le Gros et d'Adèle de Savoie, il est la tige de la maison capétienne de Courtenay), seigneur de Courtenay, et de son épouse Élisabeth de Courtenay, dame de Courtenay, dont elle a plusieurs enfants ;
  - Sibylle de Noyers, qui épouse Pons de Mont-Saint-Jean, seigneur de Charny, fils d'Hugues, seigneur de Mont-Saint-Jean, et de son épouse Élisabeth de Vergy, dont elle a plusieurs enfants ;
  - Miles VI de Noyers, qui suit ;
  - Élisabeth de Noyers, ou Isabelle.
- Miles VI de Noyers († vers 1232), qui succède à son père comme seigneur de Noyers. Il épouse Agnès de Brienne, fille d'André de Brienne, seigneur de Ramerupt, et de son épouse Adélaïde de Traînel-Venizy, avec qui il a cinq enfants :
  - Miles VII de Noyers, qui suit ;
  - Isabelle de Noyers, qui épouse en premières noces Guillaume II de Joigny, comte de Joigny, fils de Guillaume Ier de Joigny et d'Adélaïde de Nevers, d'où postérité. Veuve, elle épouse en secondes noces veuve Hugues II de Saint-Vérain, fils de Gibaud III de Saint-Vérain et d'Agnès de Courtenay, d'où postérité ;
  - Béatrix de Noyers, première abbesse de Marcilly ;
  - Philippa de Noyers, qui épouse Hugues de de Til-Châtel, seigneur de Coublant, fils de Guy IV, seigneur de Til-Châtel, et de son épouse Guillemette de Bourbonne, d'où postérité ;
  - Alix de Noyers.
- Miles VII de Noyers († après 1272), qui succède à son père comme seigneur de Noyers. Il épouse Hélisende des Barres, fille de Pierre II des Barres et d’Élisabeth de Champlitte, avec qui il a sept enfants :
  - Marguerite de Noyers, qui épouse Jean de Vergy, seigneur de Fouvent, Champlitte et Autrey, fils d'Henri de Vergy, seigneur de Mirebeau, et d’Élisabeth de Salins, d'où postérité ;
  - Miles VIII de Noyers, qui suit ;
  - Marie de Noyers, qui épouse Philippe III de Plancy, seigneur de Plancy, fils d'Hugues IV de Plancy et d'Agnès de Mello, d'où postérité ;
  - Agnès de Noyers, qui épouse Alexandre de Montagu, deigneur de Sembernon et de Malain, fils de Guillaume de Montagu, seigneur de Montagu, et de son épouse Jacquette de Sembernon, d'où postérité ;
  - Jean de Noyers, seigneur de Maisey et bouteiller de Bourgogne. Il épouse Marguerite de Durnay, dame de Courgis et de Vendeuvre, fille de Jacques de Durnay et de Guillemette de Pesmes, d'où postérité, qui suit plus loin ;
  - Alix de Noyers, religieuse à l'abbaye Saint-Julien d'Auxerre ;
  - Isabelle de Noyers, qui épouse Jean III d'Arcis, avec qui elle a six enfants.
- Miles VIII de Noyers († en 1291), qui succède à son père comme seigneur de Noyers. Il épouse Marie de Châtillon, dame de Crécy, fille de Gaucher IV de Châtillon, seigneur de Châtillon, et d'Isabelle de Villehardouin, avec qui il a six enfants :
  - Miles IX de Noyers, qui suit ;
  - Isabelle de Noyers, qui épouse Hugues de Thouars, seigneur de Pouzauges et de Mauléon, fils de Guy II de Thouars et de Marguerite de Brienne-Eu, d'où postérité ;
  - Alixende de Noyers, abbesse de Notre-Dame de Jouarre ;
  - Jeanne de Noyers, religieuse à l'abbaye Saint-Julien d'Auxerre ;
  - Marie de Noyers, religieuse à l'abbaye du Pont-aux-Dames ;
  - Gaucher de Noyers, seigneur de Pouilly, Cérisey, Vézinnes et Chassignelles. Il épouse Agnese Orsini, fille de Riccardo, comte de Kefalonia, et veuve de Jean de Cléry, puis d'Amaury de Saint-Clair et enfin de Geoffroi II de Milly, seigneur de Milly-en-Gâtinais, d'où postérité.
- Miles IX de Noyers dit le Grand, († en 1350), qui succède à son père comme seigneur de Noyers. En 1302, il est fait maréchal de France. En 1336, il obtient le titre de Grand bouteiller de France. Il acquiert en 1338 le comté de Joigny. En 1294, il épouse en premières noces Jeanne de Rimogne, dame de Montcornet, veuve d’Enguerrand de Rumigny, fille de Nicolas de Rimogne, avec qui il a un enfant. Veuf, il épouse en 1307 en secondes noces Jeanne de Dampierre, fille de Jean II de Dampierre, seigneur de Dampierre, et d'Isabelle de Brienne, avec qui il a cinq autres enfants. De nouveau veuf, il épouse en troisièmes noces vers 1319 Jeanne de Montbéliard-Montfaucon, dame de Foissy, veuve de Gautier de Traînel, seigneur de Foissy, fille de Richard de Montbéliard, seigneur d’Antigny, et de Marguerite de Thourotte, avec qui il a encore un autre enfant :
  - de (1) : Miles X de Noyers, qui suit ;
  - de (2) : Gautier de Noyers, seigneur d’Eclaron, qui épouse Marguerite de Picquigny, vidamesse d'Amiens, veuve de Jean de Roucy, seigneur de Pierrepont, fille de Renaud de Picquigny et de Jeanne de Brienne-Eu, mais n'a pas de postérité. Il meurt en 1339 de ses blessures lors de la prise de Picquigny par les Anglais ;
  - de (2) : Marguerite de Noyers, qui épouse Jean III de Châteauvillain, fils de Jean II de Châteauvillain et Marie de Roucy, avec qui elle a trois enfants ;
  - de (2) : Mathilde de Noyers, qui épouse Eudes VI, Seigneur de Grancey, fils d'Eudes V de Grancey et d'Isabelle de Blâmont, avec qui elle a un enfant ;
  - de (2) : Alixende de Noyers, moniale à l'abbaye de Jully-les-Nonnains puis abbesse de Notre-Dame de Jouarre après sa tante homonyme ;
  - de (2) : Jeanne de Noyers, moniale à l'abbaye de Jully-les-Nonnains puis abbesse de Notre-Dame de Jouarre ;
  - de (3) : Jean de Noyers, qui devient comte de Joigny et qui suit plus loin
- Miles X de Noyers dit le Bossu († en 1349), seigneur de Montcornet, de Montmort et de Fresne. Mort probablement de la grande peste peu avant son père il n'a donc peut-être jamais été seigneur de Noyers. Il épouse Marguerite de Thianges, dame de Monmort et Nourry, fille de Gui de Thianges et d’Hélissent des Barres, avec qui il a quatre enfants :
  - Miles XI de Noyers, qui suit ;
  - Cécile de Noyers, dame de Montmort et de Seigny, qui épouse Jean de Montigny-en-Ostrenan, mais qui n'a probablement pas de postérité ;
  - Jeanne de Noyers, qui suit plus loin.
  - Érard de Noyers, seigneur de Villebertin, mort jeune sans union ni postérité avant son frère aîné.
- Miles XI de Noyers dit Milot († en 1370), qui succède à son père comme seigneur de Noyers. Il est fait prisonnier et rançonné par les Anglais en 1359. Il épouse Isabelle de Mello, dame de Pacy-sur-Armançon, fille de Mathieu de Mello, seigneur de Saint-Bris, et de Marguerite d’Arcis, dame de Pacy-sur-Armançon et de Chacenay, avec qui il a un enfant :
  - Miles XII de Noyers, qui suit ;
- Miles XII de Noyers, mort en 1369 avant son père, il n'a donc pas été seigneur de Noyers. Il n'a pas contracté d'union et n'a pas eu de descendance, ce qui entraine l'extinction de la branche aînée de la maison de Noyers. Il est en remplacé par sa sœur Jeanne de Noyers, qui suit.
- Jeanne de Noyers († en 1394), dame de Watefale-en-Champagne, de Vrac, de Wast-sur-Meuse et de Chitry. Dernière survivante de sa fratrie, elle devient dame de Noyers à la mort de son frère. Elle épouse Jean d’Augimont, banni pour ses exactions comme routier et assassiné en 1373, et n'a probablement pas de postérité.

### Branche cadette dite de Joigny
- Jean Ier de Noyers-Joigny († en 1362), fils de Miles IX de Noyers, dit le Grand, et de sa troisième épouse Jeanne de Montbéliard-Montfaucon, dame de Foissy. Il succède à son père comme comte de Joigny. Il épouse Jeanne de Joinville, dame de Rimaucourt, veuve Aubert VII de Hangest, seigneur de Genlis, fille d'Anseau de Joinville, seigneur de de Rimaucourt, et de Laure de Sarrebruck, avec qui il a trois enfants. Il est tué en 1362 lors de la bataille de Brignais. Veuf, il épouse en secondes noces  Marguerite de Melun, fille de Jean II, vicomte de Melun et comte de Tancarville, et de son épouse Jeanne Crespin, mais ils n'ont pas d'enfants ensemble.
  - Miles de Noyers-Joigny, qui suit ;
  - Jean Ier de Noyers-Rimaucourt († en 1412), seigneur de Rimaucourt et de Vendeuvre. Il épouse Jeanne de La Fauche, veuve de Humbert de Bauffremont, seigneur de Bulgnéville, fille d'Hugues de La Fauche et de son épouse Jeanne d’Anglure, avec qui il a quatre enfants :
    - Jean II de Noyers-Rimaucourt († en 1408). Le nom de son épouse est inconnu mais il a au moins deux enfants :
      - Jeanne de Noyers-Rimaucourt, qui épouse Antoine, comte de Gruyère, fils de Rodolphe de Gruyère, seigneur de Montsalvens, et de son épouse Antoinette de Salins, dame de Montferrand et de Vaugrenant, mais ils n'ont pas de postérité ;
      - Charlotte de Noyers-Rimaucourt, qui épouse Guillaume de Villersexel, seigneur de Clairvaux-en-Montagne, mais ils n'ont pas de postérité.

    - Isabelle de Noyers-Joigny, dame de Vendeuvre, qui épouse Dreux VI de Mello, seigneur de Saint-Bris, d'où postérité ;
    - Agnès de Noyers-Joigny, dame de Rimaucourt, qui épouse Jean de Rougemont ;
    - Renaud de Noyers-Joigny († en 1411), sans postérité.

  - Jeanne de Noyers-Joigny, qui épouse Gui Ier de Choiseul, seigneur de Choiseul, fils de Gautier de Choiseul et de son épouse Alix de Nanteuil, avec qui elle a quatre enfants.
- Miles de Noyers-Joigny († en 1376), qui succède à son père comme comte de Joigny. Il épouse Marguerite de Ventadour, veuve de Jean de Vienne, seigneur de Sainte-Croix, fille de Bernard, comte de Ventadour, et de son épouse Marguerite de Beaumont, avec qui il a trois enfants :
  - Jean II de Noyers-Joigny, qui suit ;
  - Louis de Noyers-Joigny, qui suit après son frère ;
  - Marguerite de Noyers-Joigny, qui suit après ses frères.
- Jean II de Noyers-Joigny († en 1393)), qui succède à son père comme comte de Joigny. Il meurt sans alliance ni postérité.
- Louis de Noyers-Joigny († en 1393)), qui succède à son frère comme comte de Joigny. Il meurt sans alliance ni postérité.
- Marguerite de Noyers-Joigny († en 1423), qui succède à ses frères comme comtesse de Joigny. Elle épouse en premières noces Jacques de Vienne, seigneur de Longwy et de Marigny-sur-Ouche, fils de Jacques de Vienne, seigneur de Longwy, et de son épouse Marguerite de la Roche, avec qui elle a un enfant. Son époux est tué en 1409 et elle devient veuve puis épouse en secondes noces Guy de la Trémoïlle, baron de Bourbon-Lancy, fils de Guillaume de la Trémoille, et de son épouse Marie de Mello, avec elle a trois enfants. À la suite de ce second mariage, le comté de Joigny passe à la Maison de La Trémoille.

### Branche cadette dite de Maisey
- Jean Ier de Noyers-Maisey († en 1298), fils de Miles VII de Noyers et de son épouse Hélisende des Barres. Seigneur de Maisey. Il épouse Marguerite de Durnay, fille de Jean Ier de Durnay, seigneur de Vendeuvre, et de son épouse Guillemette de Pesmes, avec qui il a cinq enfants :
  - Miles Ier de Noyers-Maisey, qui suit ;
  - Marguerite de Noyers-Maisey, qui épouse Philippe III de Chauvirey, seigneur de Château-Dessous et Bétoncourt et bailli de Mâcon ;
  - Jean II de Noyers-Maisey, seigneur de Saint-Cyr-Les-Colons, Courgis, Chitry et Epineuil. Il épouse Beatricia de Verona avec qui il a au moins deux enfants :
    - Miles II de Noyers-Maisey, seigneur de Vendeuvre, qui épouse Marguerite de Melun, avec qui il a un enfant :
      - Miles III de Noyers-Maisey, seigneur de Vendeuvre.

    - Jean III de Noyers-Maisey, prieur de Saint-Pierre d’Auxerre puis prieur de Cézy.

  - Érard de Noyers-Maisey, seigneur de Chitry, qui épouse Jeanne de Dampierre-sur-Salon, dame de Chargey-lès-Gray, avec qui il a quatre enfants :
    - Jean IV de Noyers-Maisey, seigneur de Nangis et La Broce, qui épouse Marguerite de Maligny, dont il a au moins un enfant :
      - Guillaume de Noyers-Maisey, dit de Watefale, qui épouse Marguerite de Poitiers, dont il a au moins deux enfants :
        - Jean V de Noyers-Maisey, prisonnier en 1419, qui épouse une dame dite de Dicy, sœur de Jean, Grand-Écuyer de France.
        - Huguet de Noyers-Maisey, chambellan de Bourgogne, qui épouse Jeanne de Carville, dont il a au moins un enfant :
          - Anne de Noyers-Maisey, qui épouse Jean de Rochechouart, seigneur de Bourdet, mort en 1468, mais leur union est sans postérité.

    - Jeanne de Noyers-Maisey, dame de Chitry.
    - Pierre II de Noyers-Maisey, qui a au moins deux enfants :
      - Jean VI de Noyers-Maisey, écuyer, mort après 1389, probablement sans héritier.
      - Marguerite de Noyers-Maisey, dame de Chargey-lès-Gray, qui épouse Étienne de Mailly-sur-Saône, seigneur de Maizières.

    - Alix de Noyers-Maisey, dame de Chitry, qui épouse Erard de Villiers, seigneur de Boiron, Quenne, etc.

  - Pierre de Noyers-Maisey, chanoine à Verdun.
- Miles Ier de Noyers-Maisey († avant 1354), qui succède à son père comme seigneur de Maisey. Il épouse Jeanne de Châtillon-Saint-Pol, fille de Guy IV de Châtillon-Saint-Pol, comte de Saint-Pol, et de son épouse Marie de Bretagne, mais ils n'ont pas de postérité.